# HCRTR1
HCRTR1 (англ. Hypocretin receptor 1) – білок, який кодується однойменним геном, розташованим у людей на короткому плечі 1-ї хромосоми.  Довжина поліпептидного ланцюга білка становить 425 амінокислот, а молекулярна маса — 47 536.
| 10         |  | 20         |  | 30         |  | 40         |  | 50         |
| ---------- |  | ---------- |  | ---------- |  | ---------- |  | ---------- |
| MEPSATPGAQ |  | MGVPPGSREP |  | SPVPPDYEDE |  | FLRYLWRDYL |  | YPKQYEWVLI |
| AAYVAVFVVA |  | LVGNTLVCLA |  | VWRNHHMRTV |  | TNYFIVNLSL |  | ADVLVTAICL |
| PASLLVDITE |  | SWLFGHALCK |  | VIPYLQAVSV |  | SVAVLTLSFI |  | ALDRWYAICH |
| PLLFKSTARR |  | ARGSILGIWA |  | VSLAIMVPQA |  | AVMECSSVLP |  | ELANRTRLFS |
| VCDERWADDL |  | YPKIYHSCFF |  | IVTYLAPLGL |  | MAMAYFQIFR |  | KLWGRQIPGT |
| TSALVRNWKR |  | PSDQLGDLEQ |  | GLSGEPQPRA |  | RAFLAEVKQM |  | RARRKTAKML |
| MVVLLVFALC |  | YLPISVLNVL |  | KRVFGMFRQA |  | SDREAVYACF |  | TFSHWLVYAN |
| SAANPIIYNF |  | LSGKFREQFK |  | AAFSCCLPGL |  | GPCGSLKAPS |  | PRSSASHKSL |
| SLQSRCSISK |  | ISEHVVLTSV |  | TTVLP      |  |            |  |            |

A: Аланін

C: Цистеїн

D: Аспарагінова кислота

E: Глутамінова кислота

F: Фенілаланін

G: Гліцин

H: Гістидин

I: Ізолейцин

K: Лізин

L: Лейцин

M: Метіонін

N: Аспарагін

P: Пролін

Q: Глутамін

R: Аргінін

S: Серин

T: Треонін

V: Валін

W: Триптофан

Кодований геном білок за функціями належить до рецепторів, g-білокспряжених рецепторів, білків внутрішньоклітинного сигналінгу. 
Задіяний у такому біологічному процесі як поліморфізм. 
Локалізований у клітинній мембрані, мембрані.